# 光の旋律
『光の旋律』（ひかりのせんりつ）は、Kalafinaの7作目のシングル。2010年1月20日にSME Recordsから発売された。

## 概要
- Kalafinaとしては、前作『progressive』に続くシングルとなった。表題曲の『光の旋律』は、テレビアニメ『ソ・ラ・ノ・ヲ・ト』のオープニングテーマであり、2枚目のアルバム『Red Moon』およびベストアルバム『THE BEST “Red”』にも収録されている。
- 通常盤と初回盤の2種類の仕様で発売され、初回生産限定盤には、Video Clipと番宣スポットを収録したDVDと、『ソ・ラ・ノ・ヲ・ト』のブックレットが同梱されている。
- 初回生産限定盤は、『ソ・ラ・ノ・ヲ・ト』描き下ろしワイドキャップステッカー仕様になっている。

## 収録曲
1. 光の旋律 [6:11] 
作詞、作曲、編曲 ： 梶浦由記
  - テレビアニメ『ソ・ラ・ノ・ヲ・ト』オープニングテーマ
2. sapphire [3:48] 
作詞、作曲、編曲 ： 梶浦由記
3. 光の旋律（Instrumental）

### DVD（初回生産限定盤のみ）
1. 光の旋律 (Video Clip)
2. 『ソ・ラ・ノ・ヲ・ト』オリジナル予告映像
3. 『ソ・ラ・ノ・ヲ・ト』オリジナル番宣スポット (15秒type)
4. 『ソ・ラ・ノ・ヲ・ト』オリジナル番宣スポット (30秒type)

## 楽曲の収録アルバム
1. 『Red Moon』（#2）
2. 『THE BEST “Red”』(#3)